# ألان ريكمان
ألان سيدني باتريك ريكمان (بالإنجليزية: Alan Sidney Patrick Rickman)‏ ‏(21 فبراير 1946 - 14 يناير 2016) كان ممثلًا سينمائيًّا ومسرحيًّا بريطانيًّا وعضواً في فرقة رويال شكسبير حيثُ شارك في جميع عروضها المسرحيّة القديمة منها والحديثة. قدّم ريكمان أداءً في مسرحية Les Liaisons Dangereuses في دور فيكونت دي فالمونت مُلفتاً للأنظار وترشّح بسببه لنيل جائزة توني لأفضل ممثل مسرحي. وقد اشتهر ريكمان بعد أدائه لدور سيفروس سنيب في سلسلة أفلام هاري بوتر.
كما شارك ريكمان كذلك في عدّة أفلام منها: روبن هود أمير اللصوص في 1991، وفيلم العقل والعاطفة للمُخرِج أنغ لي، والحب الحقيقي في 2003. ويُذكر أنّه قد حصل على جائزة إيمي وجائزة غولدن غلوب وجائزة نقابة ممثلي الشاشة عن أدائه في الفيلم التلفزيوني Rasputin: Dark Servant of Destiny عام 1996. وقد توفي في 14 يناير 2016 بعد صراعٍ مع السرطان عن عمر يناهز 69 سنة.

## حياته
ولد ريكمان في حيّ أكتون في لندن عام 1946. وأتى من طبقةٍ عاملة، فوالده هو بيرنارد ريكمان وهو وكان عاملاً في مصنع، ووالدته تدعى مارغريت دورين روز وهي ربّة منزل. ولديه أخوين وأخت، الأكبر يُدعى ديفيد وهو مصمم جرافيك، والأصغر يُدعى مايكل وهو مدرب كرة مضرب، وأخته الصغرى تدعى شيلا. وقد ارتاد يكمان مدرسة ديروينتواتير التي كانت تُدرّس وفق منهج مونتيسوري.
عندما كان ريكمان في الثامنة توفي والده وترك زوجته وحيدةً تُربّي ثلاث أطفال، وقد تزوّجت والدته لاحقاً ولكنّها تطلقت بعد ثلاث سنوات. وقد برع ريكمان في الخط والرسم في الألوان المائية. وقد حصل على منحة دراسيّة مُقدّمة من مدرسته ديروينتواتير للدراسة في مدرسة لاتيميير الثانوية حيث انخرط هُناك بالفن التمثيلي. وبعد مغادرته المدرسة ارتاد الكليّة الملكية للفنون. وقد عمل كمصمم جرافيكي لصحيفة ما، ولم يكن واضعاً التمثيل في أفكاره.
بعد تخرّجه من الكلية، قام ريكمان مع أصدقائه بافتتاح استوديو للتصميم الجرافيكي وسمّوه Graphiti، ولكن بعد ثلاث سنوات من العمل الناجح قرّر أن يتركهم، ثُم قام بمراسلة الأكاديمية الملكية للفنون المسرحية وحصل على مقعدٍ فيها حيث ارتادها 1972 - 1974. وخلال تلك الفترة قام بالدراسة والتعمق في أعمال وليم شكسبير، كما عَمِل كمُجهّزٍ للملابس لصالح نايجل هوثورن ورالف ريتشاردسون. وغادر بعد فوزه بالعديد من الجوائز مثل جائزة إيميل ليترز وميدالية بانكروفت غولد.

## مواقع خارجية
- ألان ريكمان على موقع IMDb (الإنجليزية)
- ألان ريكمان على موقع ميتاكريتيك (الإنجليزية)
- ألان ريكمان على موقع الموسوعة البريطانية (الإنجليزية)
- ألان ريكمان على موقع روتن توميتوز (الإنجليزية)
- ألان ريكمان على موقع مونزينجر (الألمانية)
- ألان ريكمان على موقع ألو سيني (الفرنسية)
- ألان ريكمان على موقع ميوزك برينز (الإنجليزية)
- ألان ريكمان على موقع تيرنر كلاسيك موفيز (الإنجليزية)
- ألان ريكمان على موقع أول موفي (الإنجليزية)
- ألان ريكمان على موقع بوكس أوفيس موجو (الإنجليزية)